# 21ste uitreiking van de Premios Goya
De 21ste uitreiking van de Premios Goya vond plaats in Madrid op 28 januari 2007. De ceremonie werd uitgezonden op TVE en werd gepresenteerd door José Corbacho.

## Winnaars en genomineerden
| Beste film | Beste regisseur |
| --- | --- |
| - Volver - Alatriste - El laberinto del fauno - Salvador (Puig Antich) | - Pedro Almodóvar — Volver - Agustín Díaz Yanes — Alatriste - Guillermo del Toro — El laberinto del fauno - Manuel Huerga — Salvador (Puig Antich) |
| Beste acteur | Beste actrice |
| - Juan Diego — Vete de mí - Daniel Brühl — Salvador (Puig Antich) - Sergi López — El laberinto del fauno - Viggo Mortensen — Alatriste                                                           | - Penélope Cruz — Volver - Silvia Abascal — La dama boba - Marta Etura — Azuloscurocasinegro - Maribel Verdú — El laberinto del fauno |
| Beste mannelijke bijrol | Beste vrouwelijke bijrol |
| - Antonio de la Torre — Azuloscurocasinegro - Leonardo Sbaraglia — Salvador (Puig Antich) - Juan Echanove — Alatriste - Juan Diego Botto — Vete de mí                                            | - Carmen Maura — Volver - Ariadna Gil — Alatriste - Lola Dueñas — Volver - Blanca Portillo — Volver |
| Beste debuterend acteur | Beste debuterend actrice |
| - Quim Gutiérrez — Azuloscurocasinegro - Alberto Amarilla — El camino de los ingleses - Javier Cifrián — El próximo oriente - Walter Vidarte — La noche de los girasoles                         | - Ivana Baquero — El laberinto del fauno - Bebe — La educación de las hadas - Verónica Echegui — Yo soy la Juani - Adriana Ugarte — Cabeza de perro |
| Beste origineel scenario | Beste bewerkt scenario |
| - El laberinto del fauno — Guillermo del Toro - Volver — Pedro Almodóvar - Azuloscurocasinegro — Daniel Sánchez Arévalo - La noche de los girasoles — Jorge Sánchez-Cabezudo                     | - Salvador (Puig Antich) — Lluís Arcarazo - Alatriste — Agustín Díaz Yanes - El camino de los ingleses — Antonio Soler - La educación de las hadas — José Luis Cuerda |
| Beste Spaanstalige buitenlandse film | Beste Europese film |
| - Las manos — Argentinië - American Visa — Bolivia - En la cama — Chili - Soñar no cuesta nada — Colombia                                                                                        | - The Queen — Stephen Frears - Copying Beethoven — Agnieszka Holland - Scoop — Woody Allen - The Wind That Shakes the Barley — Ken Loach |
| Beste debuterend regisseur | Beste animatiefilm |
| - Daniel Sánchez Arévalo — Azuloscurocasinegro - Carlos Iglesias — Un franco, 14 pesetas - Javier Rebollo — Lo que sé de Lola - Jorge Sánchez-Cabezudo — La noche de los girasoles               | - El Ratón Pérez - De profundis - El cubo mágico - Teo, cazador intergaláctico |
| Beste camerawerk | Beste montage |
| - El laberinto del fauno — Guillermo Navarro - Alatriste — Paco Femenia - Salvador (Puig Antich) — David Omedes - Volver — José Luis Alcaine                                                     | - El laberinto del fauno — Bernat Villaplana - Alatriste — José Salcedo - Los Borgia — Iván Aledo - Salvador (Puig Antich) — Aixalà, Santy Borricón |
| Beste artdirector | Beste productiemanager |
| - Alatriste — Benjamín Fernández - Los Borgia — Bárbara Pérez Solero, María Stilde Ambruzzi - El laberinto del fauno — Eugenio Caballero - Volver — Salvador Parra                               | - Alatriste — Cristina Zumárraga - Salvador (Puig Antich) — Bernat Elías - Volver — Antonio Norella - Los Borgia — Eduardo Santana, Ricardo García, Gido Simonetti |
| Beste geluid | Beste speciale effecten |
| - El laberinto del fauno — Miguel Polo - Alatriste — Pierre Gamet, Dominique Menegum, Grisolet - Salvador (Puig Antich) — James Muñoz - Volver — Miguel Rejas                                    | - El laberinto del fauno — David Martí, Montse Ribé, Reyes Abades, Everett Burrell, Edward Irastorza, Emilio Ruiz - Alatriste — Reyes Abades, Rafael Solorzano - Goya's Ghosts — Reyes Abades, Félix Berges, Eduardo Díaz - Salvador (Puig Antich) — Juan Ramón Molina, Ferrán Piquer |
| Beste kostuums | Beste grime en haarstijl |
| - Alatriste — Francesca Sartori - Los Borgia — Luciano Capocci - Goya's Ghosts — Yvonne Blake - Volver — Gina Daigeler                                                                           | - El laberinto del fauno — José Quetglas, Blanca Sánchez - Alatriste — José Luis Pérez - Goya's Ghosts — Ivana Primorae, Susana Sánchez, Manuel García - Volver — Ana Lozano, Massimo Gattabrusi                                                                                      |
| Beste filmmuziek | Beste origineel nummer |
| - Volver — Alberto Iglesias - Alatriste — Roque Baños - El laberinto del fauno — Javier Navarrete - Salvador (Puig Antich) — Lluís Llach                                                         | - La educación de las hadas — Bebe, Lucio Godoy ("Tiempo pequeño") - Azuloscurocasinegro — Alba Gárate ("Imaginarte") - Bienvenido a Casa — Javier Limón, Andrés Calamaro, David Trueba ("Bienvenido a Casa") - El próximo oriente — Juan Bardem, Abdur Rahim ("Shockal Fire Ashe")   |
| Beste korte film | Beste korte animatiefilm |
| - A Ciegas... — Salvador Gómez Cuenca - Contracuerpo — Eduardo Chapero-Jackson - Equipajes — Toni Bestard - La Guerra — Luis Berdejo, Jorge C. Dorado - Propiedad Privada — Ángeles Muñiz Cachón | - El Viaje de Said — Coke Riobóo - Another Way — Alfredo García Revuelta - Broken Wire — Juan Carlos Mostaza - Hasta la Muerte — Juan Pérez-Fajardo - La Noche de los Feos — Manuel González Mauricio                                                                                 |
| Beste documentaire | Beste korte documentaire |
| - Cineastas en Acción - Hécuba, Un Sueño de Pasión - La Silla de Fernando - Más Allá del Espejo                                                                                                  | - Castañuela 70 — Manuel Calvo, Olga Margallo - Abandonatii — Joan Soler Foyé - Casting — Koen Suidgeest - Joe K — Óscar de Julián - La Serenísima — Gonzalo Ballester |
| Ere-Goya | |
| Tedy Villalba | |

## Prijzen per film
| Film                      | Nominaties | Prijzen |
| ------------------------- | ---------- | ------- |
| Alatriste                 | 15         | 3       |
| Volver                    | 14         | 5       |
| El laberinto del fauno    | 13         | 7       |
| Salvador (Puig Antich)    | 11         | 1       |
| Azuloscurocasinegro       | 6          | 3       |
| La noche de los girasoles | 4          | 0       |
| Los Borgia                | 4          | 0       |
| La educación de las hadas | 3          | 1       |
| Goya's Ghosts             | 3          | 0       |
| Vete de mí                | 2          | 1       |
| El camino de los ingleses | 2          | 0       |
| El próximo oriente        | 2          | 0       |